# Окружная (платформа, Савёловское направление МЖД)
Окружна́я — остановочный пункт Савёловского направления Московской железной дороги в Москве, станция линии МЦД-1 «Белорусско-Савёловский» Московских центральных диаметров. Название дано по находящемуся рядом Малому кольцу Московской железной дороги. Входит в состав транспортно-пересадочного узла «Окружная».

## История
Открыт в 1911 году. До июля 2018 состоял из двух боковых платформ по сторонам от двух главных путей, находящихся на высокой насыпи. Под платформами был расположен пешеходный туннель и здание билетной кассы. Летом 2015 года была произведена реконструкция платформ.

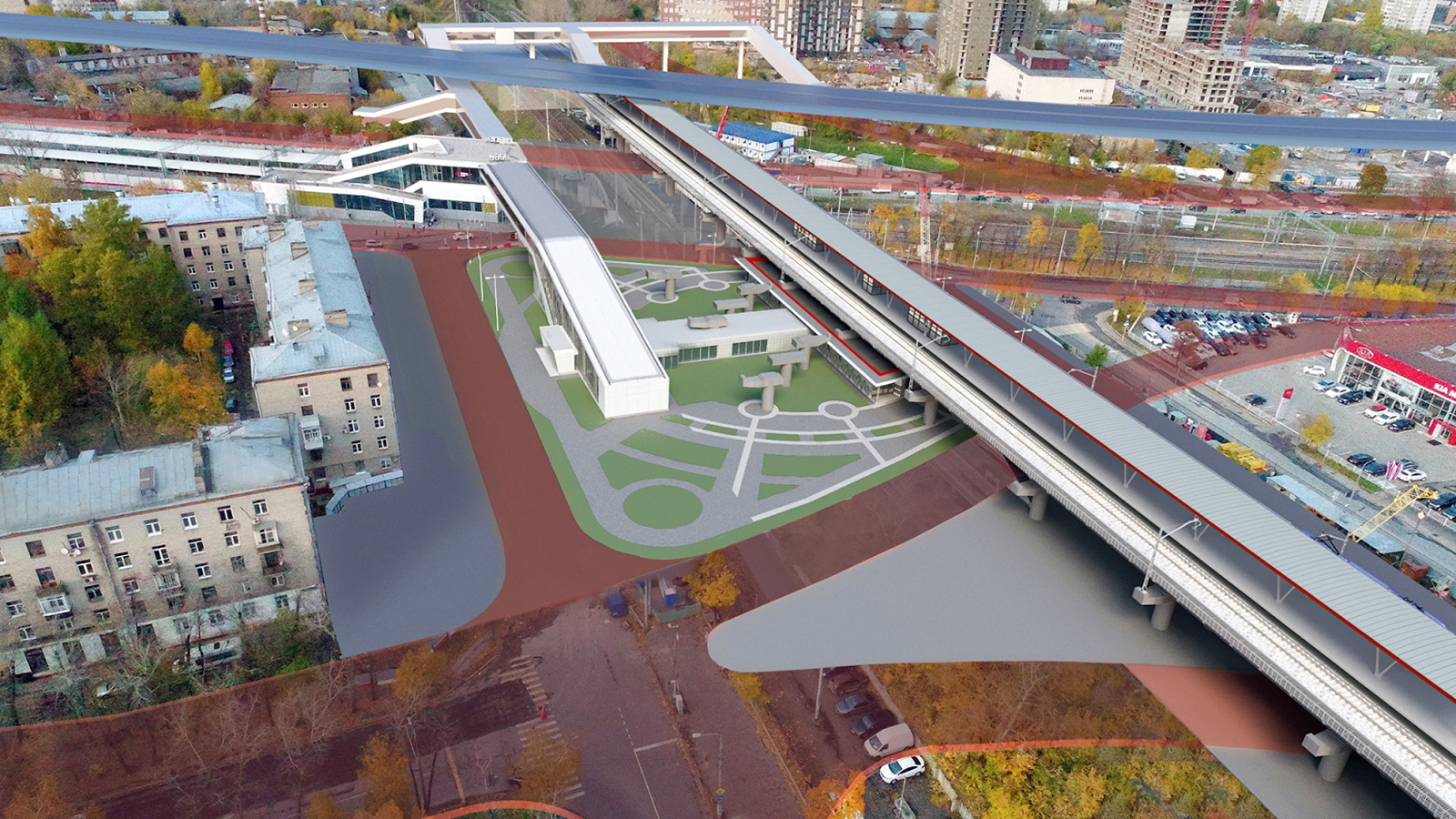
Проект ТПУ «Окружная», вид на север

В 2018 году главные пути перенесены на строящуюся над путями МЦК эстакаду, на ней построена новая островная платформа. В ночь с 21 на 22 июля 2018 года был переключён II главный путь (от Москвы), в ночь с 28 на 29 июля — I главный путь. 2 августа 2018 состоялось официальное открытие новой платформы. 6 сентября 2018 года открылся новый вестибюль под платформой. Новая платформа оснащена лифтами и эскалаторами.
Благодаря переносу уменьшилось расстояние пересадки на МЦК. Произошёл полный перенос I и II путей на новую ось, восточнее старого расположения, а на прежнем месте будет новая эстакадная платформа с III и IV путями.
После завершения переноса, к началу сентября 2018 года старые платформы и 780 метров участка прилегающих путей разобрали, на их месте построен северный вестибюль станции метро «Окружная». Его планировали открыть в 2021 году, однако открытие состоялось лишь 3 ноября 2022 года. Вестибюль интегрирован в транспортно-пересадочный узел «Окружная», через который возможна пересадка на одноимённые платформу МЦК и станцию метро, а также иные виды наземного общественного транспорта.

## Расположение и пересадки

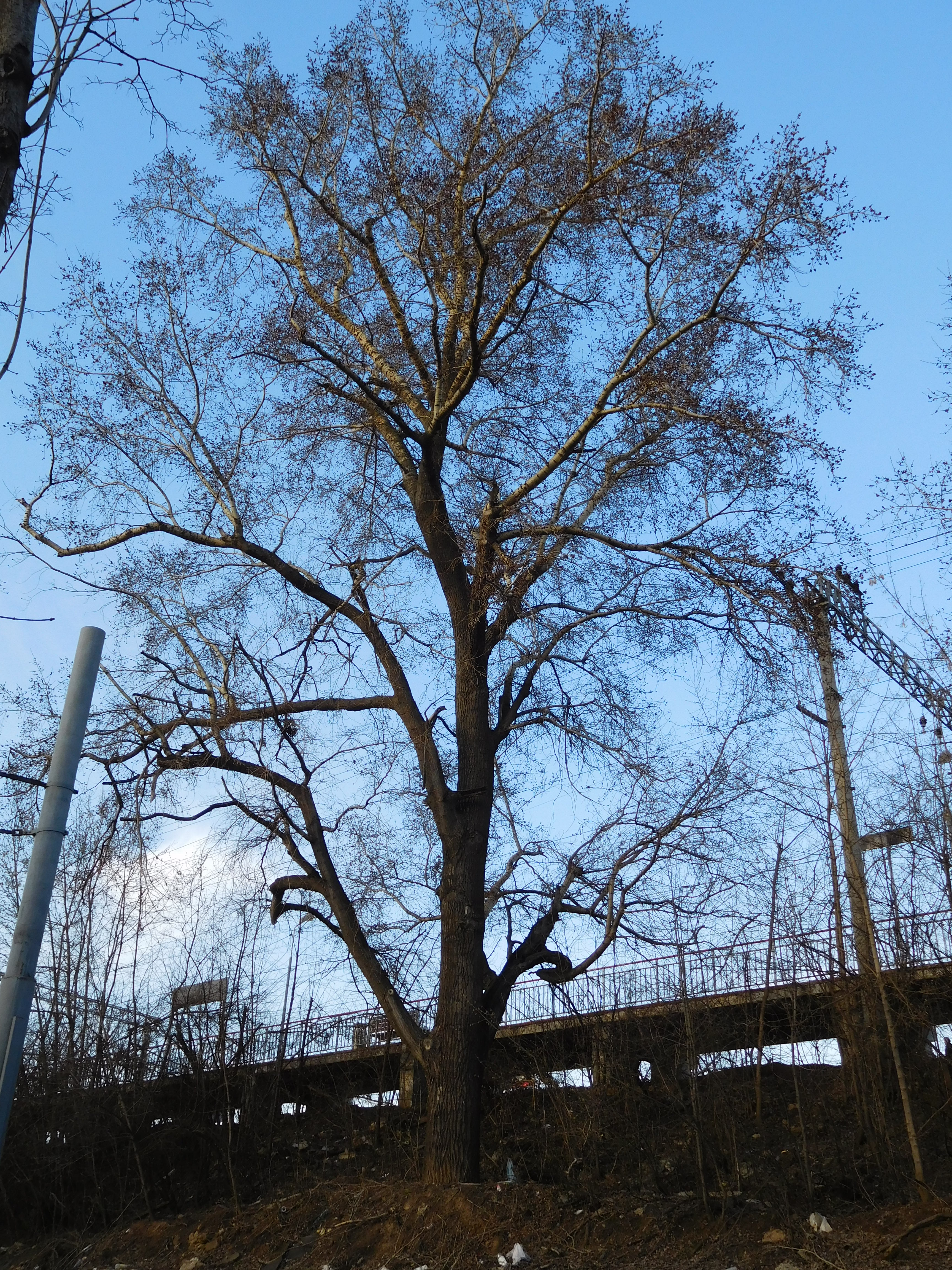
Тополь 1923 года посадки у платформы Окружная. Фото весны 2017 года. Срублен в ходе строительства транспортно-пересадочного узла в 2018 году

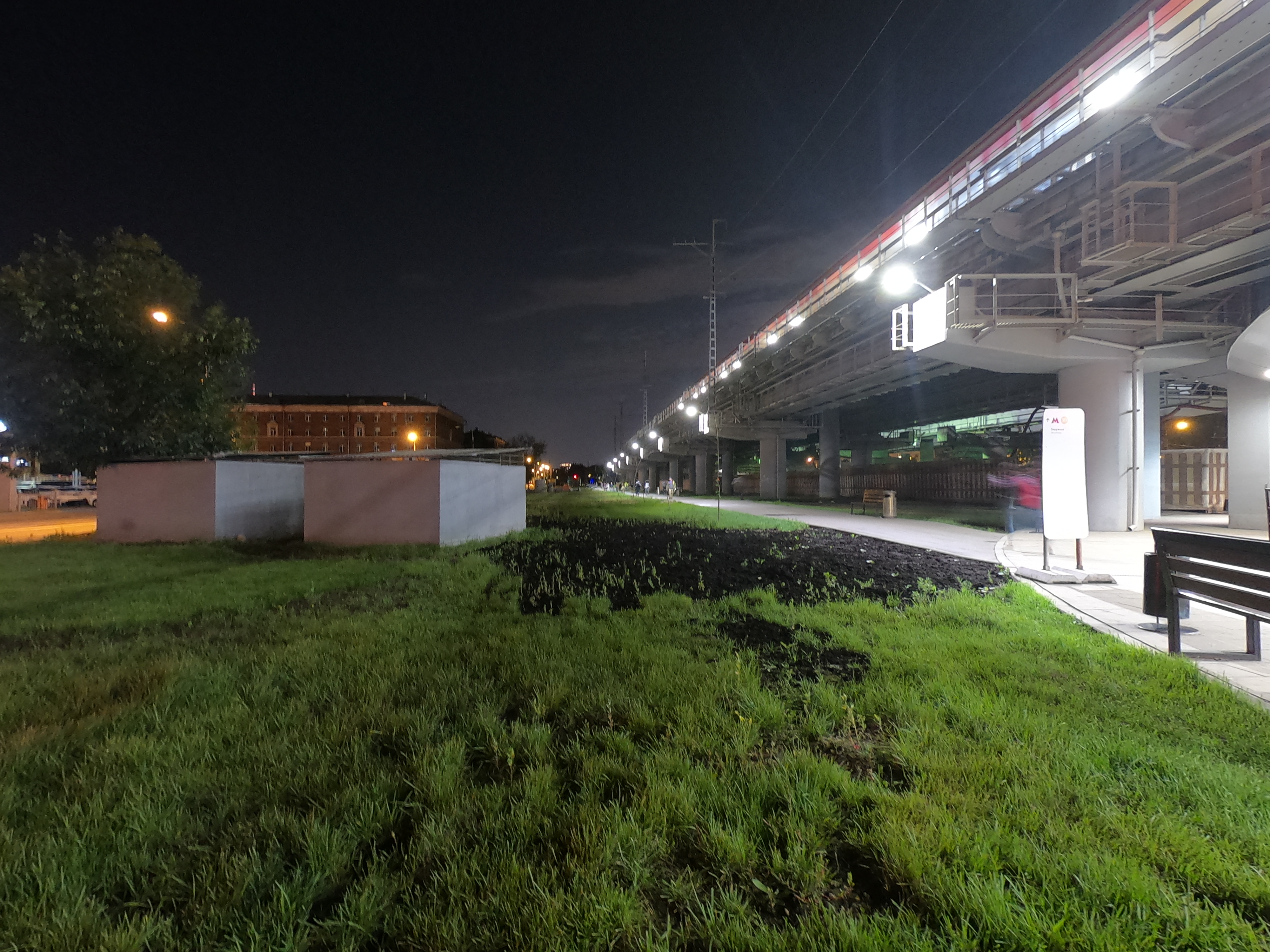
Эстакада у платформы

Вблизи проходит Малое кольцо Московской железной дороги, давшее название платформе. Осенью 2016 года по нему было возобновлено пассажирское движение, открыта надземная пересадка на платформу МЦК Окружная.
Надземная пересадка на станцию «Окружная» Люблинско-Дмитровской линии Московского метрополитена.

## Платформа
Первоначально была одна платформа островного типа и 2 пути, но с 28 августа 2022 задействованы две (см. Https://central-ppk.ru): номер 1 из Москвы, номер 2 на Москву.
| Путь | Тип поезда | Место назначения                                    | примечания |
| ---- | ---------- | --------------------------------------------------- | ---------- |
| 1    | МЦД-1      | На Савёловский вокзал, Белорусский вокзал, Одинцово |            |
| 2    | МЦД-1      | На Лобню                                            |            |

## Инфраструктура
С июля 2018 года работает одна островная высокая платформа на эстакаде. Под платформой расположен вестибюль с турникетами.
В 2018 — 2021 годах шло строительство 3 и 4 главных путей и второй островной платформы длиной 300 м на эстакаде. 18 октября 2021 года вторая платформа была открыта, на ней стали останавливаться поезда на Москву.

## Маршруты
Время движения от Савёловского вокзала 9 минут. От Окружной поезда следуют на север до станций Дубна, Савёлово и на юг до Савёловского вокзала Москвы, а также на Смоленское направление до станций Бородино, Звенигород.
С 22 марта 2019 года в связи с открытием одноимённой станции метро все экспрессы, следующие в Москву, Лобню, Дмитров (кроме экспрессов до Дубны), стали останавливаться на платформе. С 6 сентября 2019 года на платформе стали останавливаться аэроэкспрессы в Шереметьево (в сторону центра только на высадку). С 21 ноября 2019 года все аэроэкспрессы в сторону центра работают по тарифам МЦД, экспрессы до Лобни и Дмитрова отменены.
|                   | в направлении из Москвы (в сторону Марка)                              | в направлении Савёловского вокзала                                   |
| ----------------- | ---------------------------------------------------------------------- | -------------------------------------------------------------------- |
| Действующие       |                                                                        |                                                                      |
| Экспресс          | Дубна, Большая Волга                                                   | Савёловский вокзал, Одинцово                                         |
| Аэроэкспресс      | Шереметьево (аэроэкспресс)                                             | Одинцово                                                             |
| МЦД               | Лобня                                                                  | Одинцово                                                             |
| Обычные, пригород | Дмитров, Дубна, Большая Волга, Савёлово, Талдом, Вербилки, Икша, Лобня | Савёловский вокзал, Одинцово, Кубинка, Звенигород, Можайск, Бородино |
| Отменённые        |                                                                        |                                                                      |
| Экспресс          | Лобня, Дмитров                                                         | Белорусский вокзал, Можайск                                          |
| Обычные, пригород | Жёлтиково, Костино                                                     | Усово                                                                |

## Наземный общественный транспорт
На этой станции можно пересесть на следующие маршруты городского пассажирского транспорта:
- Автобусы: 154, 194, 238, 282, 477, с482, 524, т36